# Ralph Izard
Raplh Izard (Charleston, 23 gennaio 1741 o 1742 – Charleston, 30 maggio 1804) è stato un politico statunitense, Presidente pro tempore del Senato degli Stati Uniti nel 1794.

## Biografia

Stemma di Ralph Izard

Izard nacque presso "The Elms", vicino a Charleston, figlio di Henry Izard e Margaret Johnson. Il bisnonno era Ralph Izard (1660–1710), nato a Dorchester in Inghilterra e stabilitosi nella Carolina del Sud. Il nonno materno fu il governatore della Provincia della Carolina del Sud Robert Johnson; i genitori di Izard morirono quando lui era ancora piccolo, e solo uno dei suoi fratelli raggiunse l'età adulta.
Trascorse gran parte della giovinezza studiando in Inghilterra; frequentò la scuola a Hackney, a Londra, e si iscrisse alla Trinity Hall all'Università di Cambridge. Ritornò in America nel 1764, ma non rimase nella Carolina del Sud a lungo. Fu eletto all'American Society (in seguito American Philosophical Society) nel 1768.

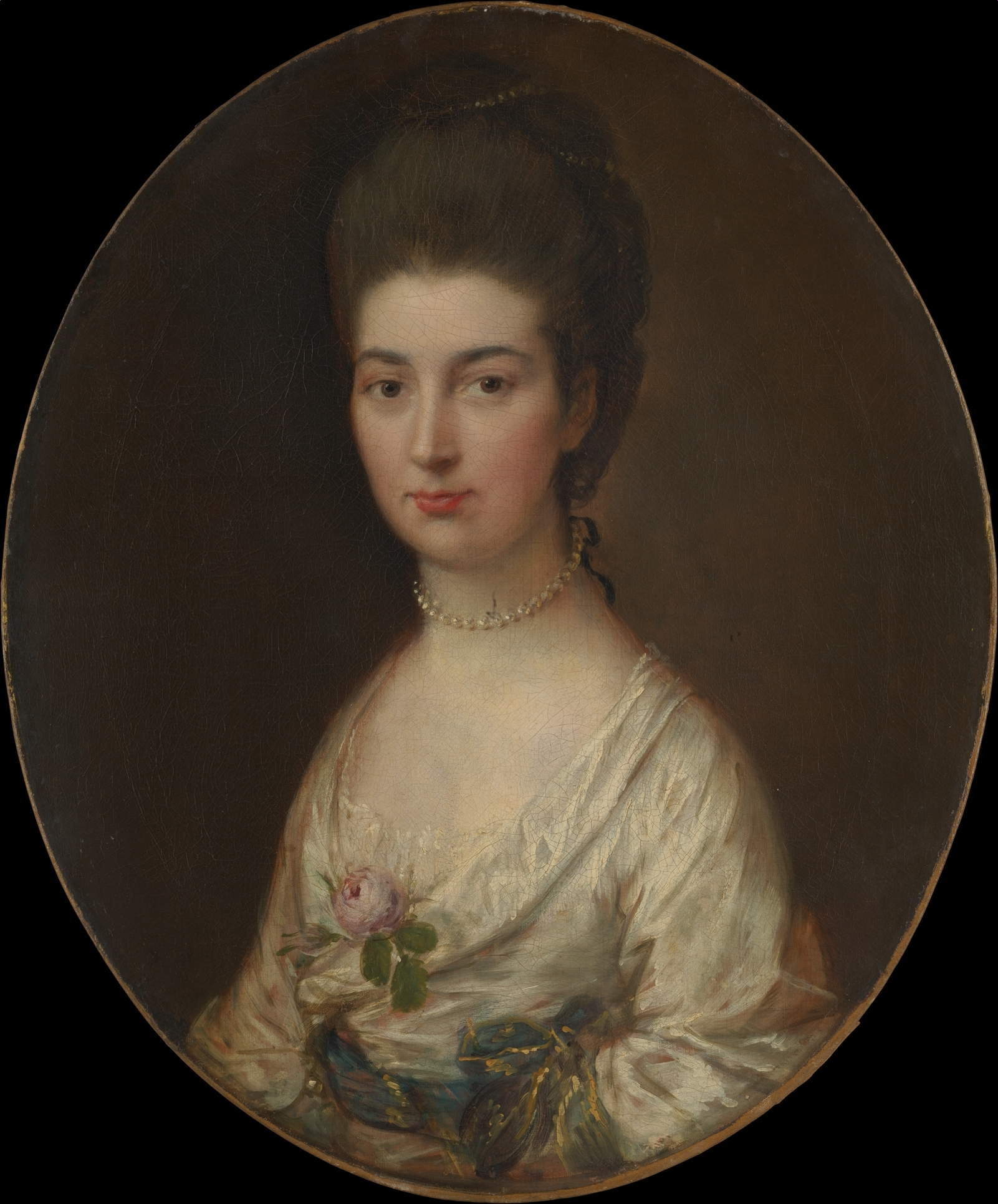
Alice De Lancey Izard, ritratta da Thomas Gainsborough

Nel 1767 Izard sposò Alice De Lancey, nipote di James De Lancey e discendente di Stephanus Van Cortlandt e Gertrude Schuyler. Dopo il trasferimento di Izard in America nel 1780 per concentrarsi sulla rivoluzione americana, la sua famiglia rimase in Francia fino al 1783, quando lo raggiunse nella Carolina del Sud. Izard e la moglie ebbero quattordici figli, ma solo sette sopravvissero all'infanzia, tra cui:
- Ralph Izard, eroe navale della prima guerra barbaresca; la nave della seconda guerra mondiale USS Izard gli fu intitolata. Nel 1808 Izard sposò Eliza Pinckney, figlia del maggior generale Charles Cotesworth Pinckney, firmatario della Costituzione, e nipote del colonnello Charles Pinckney, capo della Corte suprema della Carolina del Sud. La moglie di Ralph era anche nipote di Arthur Middleton.
- il maggior generale George Izard, governatore dell'Arkansas.
- Anne Izard, che sposò William Allan Deas (1764-1863) con cui ebbe un figlio, il pittore Charles Deas. Il fratello minore di William era il colonnello James Sutherland Deas {1784-1864}, padre del generale Zachariah Cantey Deas
- Charlotte Izard, che sposò William Loughton Smith, figlio del rappresentante della Carolina del Sud Benjamin Smith; William L. Smith era anche cognato del rappresentante Isaac Motte.

Izard morì presso Charleston il 30 maggio 1804 all'età di 62 anni; è sepolto nel cimitero della St. James Goose Creek Episcopal Church, vicino a Charleston.
Izard era un proprietario di schiavi.

## Carriera
Nel 1771 risiedeva a Londra e si trasferì a Parigi nel 1776. Fu nominato commissario alla Corte di Toscana dal Congresso continentale nel 1776, ma fu richiamato nel 1779; tornò in America nel 1780 e offrì la sua grande tenuta nella Carolina del Sud per pagare le navi da guerra da utilizzare per la guerra d'indipendenza americana. Fu membro del Congresso continentale nel 1782 e 1783 e nel 1788 venne eletto al Senato degli Stati Uniti per la Georgia, e ricoprì la carica dal 4 marzo 1789 al 4 marzo 1795, fungendo anche da Presidente pro tempore del Senato durante il 3º Congresso.
Izard fu uno dei fondatori del Collegio di Charleston; si ritirò dalla vita pubblica per occuparsi dei suoi terreni nel 1795 e da lì a due anni fu colpito da una malattia inguaribile che paralizzò un lato del suo corpo.